# Thüringenhausen
Thüringenhausen est une commune allemande de l'arrondissement de Kyffhäuser, Land de Thuringe.

## Géographie
Thüringenhausen se situe dans une courbe de la Helbe.
|           | Sondershausen   |              |
| Bellstedt | Thüringenhausen | Großenehrich |
|           | Großenehrich    |              |

## Histoire
Thüringenhausen est mentionné pour la première fois en 874 sous le nom de Durinhusen, Doringhusen ou Döringhausen.

## Personnalités liées à la commune
- Johann Lorenz Pfeiffer (1662-1743), théologien

## Source, notes et références
- (de) Cet article est partiellement ou en totalité issu de l’article de Wikipédia en allemand intitulé « Thüringenhausen » (voir la liste des auteurs).